# Joko Sasongko
Joko Sasongko (sinh ngày 4 tháng 7 năm 1990 ở Boyolali, Central Java) là một cầu thủ bóng đá người Indonesia hiện tại thi đấu cho Persela Lamongan ở Indonesia Super League.

## Danh hiệu

### Câu lạc bộ
- U-21 Pelita Jaya:
  - Á quân Indonesia Super League U-21: 1 (2009-10)